# Клин (механика)

Схема работы клина

Клин — простой механизм в виде призмы, рабочие поверхности которого сходятся под острым углом. Используется для раздвижения, разделения на части обрабатываемого предмета.
Клин — одна из разновидностей механизма под названием «наклонная плоскость».

## История
В принципе в функции клина могло применяться уже каменное рубило раннего палеолита. В Древнем Египте бронзовые клинья использовались в карьерах для откалывания каменных блоков, необходимых в строительстве. Также применялись деревянные клинья, которые разбухали после обливания водой. Некоторые индейские племена использовали клинья из оленьего рога для раскалывания древесины и изготовления каноэ, жилища и других предметов.
В старину с помощью клиньев наводили пушки по вертикали («подбивали клинья»), об этом пишут, например, Ю. Н. Тынянов в романе «Пушкин» и В. И. Даль в «Толковом словаре живого великорусского языка»: «У пушки клин подсовывается для подъема казенника, по прицелу».

## Принцип действия
При действии силы на основание призмы возникают две составляющие, перпендикулярные рабочим поверхностям. Идеальный выигрыш в силе, даваемый клином, равен отношению его длины к толщине на тупом конце — расклинивающее действие клина даёт выигрыш в силе при малом угле и большой длине клина. Реальный выигрыш клина сильно зависит от силы трения, которая меняется по мере хода клина.
{\displaystyle IMA={L \over W}}; где {\displaystyle IMA} — идеальный выигрыш, {\displaystyle W} — ширина, {\displaystyle L} — длина.

## Применение
Клинья могут быть использованы для того, чтобы поднимать тяжёлые объекты и отделять их от поверхности, на которой они лежат. Они могут также использоваться для раскалывания древесины вдоль волокон. Узкий и относительно длинный клин может применяться для точной подгонки просвета между предметами (обычно применяют плотники).
Клинья также могут быть использованы для удержания предметов, таких как части двигателя или другого механизма. Широко применяются и дверные клинья, которые блокируют дверь из-за трения между нижней частью двери и клином и между клином и поверхностью.
Принцип клина используется в таких инструментах и орудиях, как топор, зубило, нож, гвоздь, игла, кол, гребной винт.

## Клин в культуре

### В пословицах
Клин клином вышибают.